# Islands (album, Mike Oldfield)
Islands je desáté studiové album britského multiinstrumentalisty Mika Oldfielda. Bylo vydáno v září 1987 (viz 1987 v hudbě) a v britském žebříčku prodejnosti hudební alb se nejlépe umístilo na 29. místě (v říjnu 1987).
Schéma alba Islands je shodně s ostatními Oldfieldovými alby 80. let. Na první straně LP desky (či na první polovině CD) se nachází rozsáhlá instrumentální kompozice s názvem „The Wind Chimes“. Ta byla tentokrát rozdělena do dvou částí, které ale měly samostatnou stopu pouze na americkém vydání. „The Wind Chimes“ je svými změnami melodií, rytmů a nástrojů jakýmsi předchůdcem alba Amarok vydaného v roce 1990.
Druhou polovinu alba zabírají zpívané písničky. Jako první po „The Wind Chimes“ následuje známý hit „Islands“ se zpěvačkou Bonnie Tylerovou. Další píseň, „Flying Start“, nazpíval Oldfieldův přítel Kevin Ayers. Na písničce „Magic Touch“ naopak zní vokály Jima Price. Na zbylých třech písních účinkuje norská zpěvačka Anita Hegerlandová, Oldfieldova třetí manželka.
K albu bylo natočeno videoalbum The Wind Chimes, které obsahuje videoklipy většiny skladeb z Islands a dále videoklipy několik dalších písní.
Americké vydání Islands je odlišné od toho originálního, evropského. Skladba „The Wind Chimes“ je tu skutečně rozdělena do dvou částí, chybí zde píseň „When the Nights on Fire“ a také je odlišné řazení skladeb. Píseň „Magic Touch“ je navíc na americké edici nazpívána Maxem Baconem.

## Skladby
1. „The Wind Chimes Parts One & Two“ (Oldfield) – 21:49
2. „Islands“ (Oldfield) – 4:19
3. „Flying Start“ (Oldfield) – 3:36
4. „North Point“ (Oldfield) – 3:33
5. „Magic Touch“ (Oldfield) – 4:14
6. „The Time Has Come“ (Oldfield) – 3:51
7. „When the Nights on Fire“ (Oldfield) – 6:41

## Obsazení
- Mike Oldfield
- Simon Phillips – bicí (1)
- Anita Hegerland – zpěv, vokály (1, 4, 6, 7)
- Bonnie Tyler – zpěv (2)
- Kevin Ayers – zpěv (3)
- Jim Price – zpěv (5)

Na albu se také podíleli:
- Tony Beard, Raf Ravenscroft, Andy Mackay, Mickey Simmonds, Phil Spalding, Micky Moody, Rick Fenn, Max Bacon, Bjorn Lindh, Mervyn Spence, Pierre Moerlen, Benoit Moerlen